# Pocancy

Pocancy este o comună în departamentul Marne, Franța. În 2009 avea o populație de 156 de locuitori.